# Braess paradox
Braess paradox säger att en tillagd länk i ett nätverk av förbindelser kan minska den totala framkomligheten i nätverket. Till exempel kan byggandet av en ny väg göra att den totala trafiksituationen försämras. Detta är för att alla bilister agerar rationellt, fast själviskt, och den resulterande Nash-jämvikten inte är optimal sett ur ett helhetsperspektiv.

## Exempel
Betrakta ett nätverk av vägar som i bilden till höger. 4000 bilförare vill ta sig från START till END. Restiden från START till A är T/100, där T är antalet förare som väljer den vägen. Restiden från START till B är konstant 45 minuter.

### Utan förbindelse mellan A och B
Om det inte finns någon förbindelse mellan A och B är de två vägarna lika bra och förare som agerar rationellt kommer att fördela sig lika mellan de två alternativen. (Om de inte gör det finns det alltid några som tjänar på att byta). Varje väg kommer att få 2000 förare och restiden blir {\displaystyle {\tfrac {2000}{100}}+45=65} minuter.

### Med förbindelse mellan A och B
Om en snabb förbindelse (approximativt 0 minuter) byggs mellan A och B förändras situationen. Ingen förare kommer nu att välja vägen mellan START och B, eftersom sträckan START-A-B tar  40 minuter i värsta fall, vilket i vart fall är mindre än 45 minuter. Men när alla förare kommer till A står de återigen inför samma val: från A till END tar det alltid 45 minuter, medan sträckan A-B-END tar som mest 40 minuter. Följden blir att alla förare kommer att välja vägen START-A-B-END, vilken tar 40+40=80 minuter. Den nya, snabba, förbindelsen mellan A och B får alltså resultatet att situationen försämras för alla förare.

## I praktiken
Steinberg och Zangwill gav 1983 tillräckliga och nödvändiga villkor för att Braess paradox skall uppkomma i nätverk under vissa antaganden. De fann att paradoxen inträffar ungefär lika ofta som den inte gör det; deras resultat gäller slumpmässiga snarare än planerade nätverk och tillägg.
I Seoul observerades en förbättring av trafiken runt staden när en motorväg togs bort.
Trafiksituationen i Stuttgart förbättrades inte, trots investeringar 1969, förrän en del av en nybyggd väg åter stängdes för trafik.
1990 fick stängningen av den 42:a gatan i New York följden att trafiktätheten i området minskade.
Youn, Gastner och Jeong visade specifika leder i Boston, New York och London där detta skulle kunna inträffa och pekade ut vägar som skulle kunna stängas för att minska den förväntade restiden för samtliga resenärer.